# Walailak University Stadium
Das Walailak University Stadium ist ein Mehrzweckstadion im Bezirk Tha Sala der Provinz Nakhon Si Thammarat, Thailand. Es wird derzeit hauptsächlich für Fußballspiele genutzt und ist das Heimstadion vom thailändischen Viertligisten Muangkhon WU Football Club. Das Stadion hat eine Kapazität von 10.000 Personen. Eigentümer und Betreiber des Stadions ist die Walailak University.

## Nutzer des Stadions
| Verein              | Zeitraum der Nutzung |
| ------------------- | -------------------- |
| Muangkhon WU FC     | 2016 bis heute       |
| Nakhon Si United FC | 2018                 |